# Broadband Infraco
Broadband Infraco (Pty) Limited (SOC) ist ein staatliches Telekommunikationsunternehmen in Südafrika. Der Firmensitz befindet sich im Stadtteil Woodmead von Sandton. Es ist seit 2015 dem Department of Telecommunications and Postal Services (deutsch: Ministerium für Telekommunikations- und Postdienste) unterstellt und dient dem Ausbau einer elektronischen Breitband-Kommunikationsinfrastruktur im Inland mit grenzüberschreitenden Aktivitäten.
Die Existenz- und Handlungsbasis des Unternehmens beruht auf einem Gesetz aus dem Jahre 2007, dem Broadband Infraco Act (Act No. 33 of 2007). Die Aktivitäten von Broadband Infraco umfassen die aus staatlicher Sicht als erforderlich erachteten Aufgaben zur Bereitstellung und Wartung der Systeme für die elektronische Kommunikation, die nach section 1 des Electronic Communications Act (Act No. 36 of 2005) definiert ist.

## Geschichte
Mit dem Inkrafttreten des Broadband Infraco Act zu Beginn des Jahres 2008 übernahm das hiermit gegründete Staatsunternehmen nach section 6 des Gesetzes bisherige Nutzungsrechte von Eskom und Transnet zur Durchleitung und Bereitstellung von Elektrizität sowie elektronische Kommunikationsanlagen für Pipelines, Eisenbahnen, Verkehr oder niedrigrangigen Stromversorgungsanlagen, ferner für den Bau, die Betreibung und Unterhaltung bestehender und neuer Telekommunikationsanlagen und -netzwerke.
Das Unternehmen befand sich zunächst unter der Kontrolle des Department of Public Enterprises. Dieses Ministerium hielt mit 74 Prozent der Geschäftsanteile neben der ebenfalls staatlichen Industrial Development Corporation (26 Prozent) die Majorität bei der Steuerung des Unternehmens und seiner Entwicklung. Das nun zuständige Department of Telecommunications and Postal Services hat diese Anteile im gleichen Umfang übernommen.

## Unternehmenstätigkeit
Broadband Infraco stellt eine technische Infrastruktur für in Südafrika lizenzierte Festnetz- und Mobilfunkbetreiber bereit, die Fern- und internationale Datenübertragungsdienste betreiben. Broadband Infracos Aufgaben liegen in der Bereitstellung der technischen Infrastruktur mit hoher Datenübertragungsrate innerhalb seines nationalen Fernnetzes und in ein internationales Seekabelnetzwerk. Inländisch erfolgt der Ausbau auf Basis von Glasfaserverbindungen.
Innerhalb Südafrikas liegt der Unternehmensschwerpunkt in einer leistungsfähigen Verknüpfung aller neun Provinzen sowie der großen Ballungsräume und Städte untereinander sowie im Ausbau des Netzes in ländlichen Regionen. Die regionalpolitischen Netzentwicklungsziele im südlichen Afrika beinhalten den Ausbau der Kommunikationsverbindungen zu den Nachbarländern Südafrikas, wie Botswana, Lesotho, Mosambik, Namibia, Simbabwe und Eswatini.
Im transkontinentalen Rahmen wird eine verbesserte Kommunikationsstruktur mit Europa und Nordamerika angestrebt. Das Unternehmen war als Investor im West Africa Cable System (WACS) tätig, das auf südafrikanischer Seite in Yzerfontein beginnt und entlang der Westküste Afrikas zwei Verknüpfungspunkte am europäischen Festland erreicht, in Sesimbra (Portugal) und in Brean (Distrikt Sedgemoor) in Großbritannien, von wo es bis zu seinem Endpunkt nach London verläuft.
Digitale Übertragungsdienstleistungen werden von Broadband Infraco in vier Stufen (Stand 2016) angeboten, wobei in der leistungsfähigsten Stufe des Multiplexverfahrens STM-64 eine Datenübertragungsrate von bis 10 Gbps möglich ist.
Die zentralen Knotenpunkte von Broadband Infraco sind:
- in der Provinz Gauteng: für Johannesburg (Teraco Datacentre, Isando / Ekurhuleni), Midrand (Neotel Datacentre), Midrand (Business Connexion Datacentre)
- in Durban: Umhlanga Rocks (Internet Solutions Datacentre)
- in Kapstadt: Rondebosch (Teraco Datacentre)[9]

## Partnerunternehmen und -institutionen im südlichen Afrika
- Botswana: Bofinet (Botswana Fibre Network)
- Eswatini: Eswatini Posts and Telecommunications Corporation (EPTC)
- Namibia: MTC Namibia, Paratus Telecom
- Südafrika: Neotel (Hauptaktionär Tata Communications, ein ehemaliges indisches Staatsunternehmen[10]), Vodacom, Mobile Telephone Networks (MTN), Umzinyathi Telecommunications Ltd., Business Connexion Group Ltd., Council for Scientific and Industrial Research (CSIR), iBurst Ltd., Reflex Solutions, Cell C, South African National Research and Education Network (SANReN), State Information Technology Service Agency (SITA).

transnational tätige Partnerunternehmen sind:
- SEACOM, der Industrial Promotion Services, Remgro und weitere Unternehmen,
- Liquid Telecom mit Tochterunternehmen in Botswana, Demokratische Republik Kongo, Großbritannien, Kenia, Lesotho, Ruanda, Uganda, Sambia und Simbabwe.[11]